# Гірнича література, наука та освіта у XVIII-XIX ст.
Гірнича література, наука та освіта у XVIII—XIX ст.
У другій половині XVIII ст. стало очевидним, що наявна система поширення знань у вигляді передавання досвіду на місці праці вже не може забезпечувати необхідних темпів розвитку промисловості. Навіть державна політика стажування майбутніх спеціалістів на найкращих іноземних виробництвах не завжди відповідала складним завданням розвитку промисловості. Виникла потреба в узагальненні та систематизації накопичених знань, обґрунтуванні та розробці нових технічних методів, тобто потреба в розвитку технічної науки, освіти, літератури.

## Гірнича література
Початок диференціації гірничої науки (до якої довгий час належали також металургія та хімія) пов'язаний з появою в XVIII ст. численних книг-настанов і описів з питань гірництва. «Друковане слово — це перша фаза впровадження науки в життя» (акад. І. Плаксін). Серед найбільш впливових робіт відзначимо книгу Т. Севері «Друг шахтаря, або двигун для піднімання води вогнем» (1702 р.), яка започаткувала знайомство гірничої спільноти з можливостями використання енергії пари для шахтних машин. Широку популярність отримала праця шведського вченого Мартіна Трівальда «Все те, що будучи результатом багаторічного досвіду, сприяє пізнанню кам'яного вугілля» (1741 р.). У книзі наведені дані про умови розробки вугільних родовищ, описане розвідувальне буріння, методи розробки вугільного пласта, різні типи кріплення, способи провітрювання виробок. В Англії витримала кілька видань гірнича книга В. Гарді (вперше надрукована в Шеффілді 1748 р.). Декілька практичних гірничих посібників було опубліковано в середині XVIII ст. у Саксонії (А. Байер, Ф. Опель та ін.). У Відні 1773 р. вийшла навчальна книга Х. Деліуса «Вступ у гірниче мистецтво», яка стала другим (після славетної книги Г. Агріколи) класичним підручником для гірників кількох поколінь у різних країнах.
Першою ґрунтовною працею з гірництва й металургії в Росії був «Опис Уральських і Сибірських заводів» Георга Вільгельма де Генніна, який став своєрідною енциклопедією, що ввібрала в себе досвід гірничо-металургійної справи сходу країни (1735 р.). Рукопис тривалий час ходив у списках і був надрукований лише 1937 р. як літературно-наукова пам'ятка. 1738 р. вийшов трактат Г. Ріхмана «Металургія або рудокопна наука», який ознайомлював з іноземними гірничими досягненнями. Велике значення для розвитку гірництва Російської імперії мала книга президента Берг-колегії В. І. Шлаттера «Докладна настанова рудній справі…» (1760 р.). Книга мала енциклопедичний характер і охоплювала всі розділи гірничого виробництва, починаючи від розвідувальних робіт і закінчуючи «рудотовчильною» справою. На досвіді іноземних і уральських гірничих підприємств були розкриті процеси спорудження виробок, кріплення, водовідливу, вентиляції; докладно розглянуті гірничі машини «потрібні до рудних витворів» (показово, що наведені автором машини майже не змінилися з часів Аґріколи). Додаткову вагу книзі Шлаттера надав розміщений в ній «Додаток про кам'яне вугілля й видобуток його» (вперше в перекладі російською мовою), який «є працею вправного шведа Мартіна Трівальда, котрий в Англії та Шотландії біля вугільних ям у службі перебував для запровадження вогняних машин».
Європейський і російський досвід гірничої справи був узагальнений і розвинений у фундаментальній праці Михайла Ломоносова «Перші основи металургії або рудних справ» (1763 р.). Історичне значення книги визначається прагненням дати наукове тлумачення природних явищ і технічних процесів у гірництві й металургії, визначити способи керування цими явищами. У ній подано бачення необхідності взаємодії гірничої науки з іншими галузями техніки й природознавства (з механікою, геологією, хімією, математикою), а також підкреслюється практична цінність наукових результатів. У своїй праці М. Ломоносов демонструє державницький підхід до вирішення важливих завдань промислового розвитку. У додатках до книги була вперше надрукована фундаментальна праця «Про верстви земні», яка містила чимало оригінальних ідей з царини геології. Проте опис машин і технічних засобів не враховував досягнень прогресивної парової техніки й базувався здебільшого на середньовічних зразках.
Перша книга, що описувала донецьке кам'яне вугілля, вийшла в Катеринославі 1795 р. Це була ґрунтовна праця Івана Бригонцова «Посібник до пізнання, розробки та використання кам'яного вугілля» (6.76). Книга підбивала підсумок всьому, що було відомо про кам'яне вугілля Східної України й включала результати особистих досліджень автора. Праця містила глави: I — «Загальні властивості кам'яного вугілля», II — «Розділення гір», III — «Способи пошукування кам'яного вугілля», IV — «Розробка кам'яного вугілля», V — «Застосування кам'яного вугілля». Між іншим автор приділяв увагу таким новаціям, як застосування парових машин для підйому вугілля й шахтного водовідливу, підкреслював великі перспективи використання кам'яного вугілля в металургії. «Найважливіша користь кам'яного вугілля, писав І. Бригонцов, проявляється на металургійних заводах, де винищення лісів надзвичайне… І так найбільш безлісні місця, але багаті рудами, можуть, якщо мають кам'яне вугілля, бути оброблені на суспільну користь». Важко переоцінити внесок цього посібника для початку промислового використання вугілля Донецького басейну, для становлення й розвитку вітчизняної гірничої науки та освіти (саме в рік виходу книги розпочалось будівництво Луганського ливарного заводу, а наступного року була збудована перша вугільна шахта в Лисичому байраці).
Величезне значення для розповсюдження й розуміння технічних (зокрема гірничих) знань мала французька енциклопедична праця «Енциклопедія, або Тлумачний словник науки, мистецтва й ремесел» (35 томів), створена між 1751 та 1772 рр. під керівництвом Дідро та Д'Аламбера. Авторами були здебільшого члени філософських товариств, що вивчали «натуральну філософію» (так тоді називали природничі науки) та її практичні застосування, серед них Даубентон (природнича історія), Гольбах (мінералогія, хімія), Дідро (механіка, точні науки, економіка), Жокур (медицина, економіка), Руссо й Вольтер (історія, філософія, політична теорія). «Енциклопедія…» слугувала довідником і коротким керівництвом з усіх наявних на той момент технологій, описуючи інструменти й способи їхнього застосування. Поряд з гірничими й металургійними технологіями були дані описи відомих копалень і родовищ. Важливим було те, що «Енциклопедія…» розглядала технічні (значною мірою гірничо-металургійні) знання, як невід'ємний елемент культури тогочасної цивілізації, чим сприяла піднесенню авторитету ремесел і їхньому розвитку. З 1768 р. у Единбурзі почала друкуватися енциклопедія «Британіка», а в першій половині XIX ст. енциклопедії з'явилися в більшості розвинутих країн Європи.

## Гірнича періодика
Особливу роль у розвитку гірничої науки, поширенні досягнень і досвіду відіграли гірничі періодичні журнали. Першими серед них були «Гірнича справа» («Annales des Mines», 1794, Франція), «Гірничий журнал» («Горный журнал», 1825 р., Росія), «Гірничий журнал» («Mining Journal», 1835 р., Велика Британія). Ці видання сприяли між іншим професійному об'єднанню фахівців із різних країн.
«Annales des Mines» — найстаріший науково-виробничий журнал світу гірничого профілю. І одночасно — це найдавніший французький журнал, присвячений науці, техніці та економіці. Спеціалізація: розробка родовищ та переробка (збагачення) вугільних, рудних та нерудних корисних копалин. Цей часопис протягом останніх двох століть містив унікальний аналіз виробничо-господарського розвитку подій у французькому й світовому гірництві. Зокрема, тут уміщені дані про лідерів галузі, урядовців що опікувалися розвитком гірництва, дослідників тощо. Перший редактор журналу — Етьєн Шарль де Монтбрет (1755—1831) був консулом Франції в Гамбурзі, а після францу́зької революції 1789—1799 рр. став професором статистики у Школі видобутку корисних копалин. Разом з бельгійським геологом і державним діячем Жаном Батистом Д'Аллуа працював над першою геологічною картою Франції.
«Горный журнал» було створено за ініціативою вихованців Санкт-Петербурзького гірничого кадетського корпусу, відомих учених свого часу Д. Соколова, П. Аносова, В. Любарського, І. Гавеловського, К. Шелейковського та ін. Дозвіл на заснування журналу дав особисто імператор Олександр I. Перший номер вийшов у липні 1825 р. під назвою «Гірничий журнал або зібрання відомостей щодо гірничої та соляної справи з додаванням нових винаходів до сього предмету дотичних». Протягом багатьох років він відображав три сфери гірничозаводської діяльності: геологію, гірництво (з соляною справою включно) та металургію. Видавався у Санкт-Петербурзі на базі гірничого кадетського корпусу (після 1918 р. редакцію перенесено до Москви).
Варті уваги слова з редакційної статті першого випуску «Гірничого журналу»: «Незважаючи на вирок невігласів, що в гірництві панує один лише випадок, навик і досвід — гірничі науки необхідні й користь від них особливо наявна в наш час, коли надзвичайно розповсюдилось уживання мінералів, особливо металів, і коли їх видобуток через надмірне заглиблення родовищ пов'язаний з великими труднощами й великими витратами. Науки ці подібні до усіх інших, мають свої системи, більш менш складні, але в кожному випадку необхідні для полегшення поля діяльності гірничої людини».

## Викладання наук про Землю в університетах
Треба зауважити, що науки про землю, елементи гірництва й геології викладалися у деяких класичних університетах XVII–XVIII ст. Так, скажімо, у Києво-Могилянській академії її ректор Феофан Прокопович (математик і філософ за покликанням), наслідуючи свого попередника Інокентія Гізеля, у 1706—1709 рр. читав курс лекцій «Про досконалі змішані неживі тіла — метали, камені та інші», де зокрема були розділи: «Про корисні копалини», «Про смолу і сірку», «Про землі і солі», «Про метали», «Про камені та ґеми». При цьому гірнича проблематика викладалася студентам і концептуально, і водночас конкретно. Наприклад, Ф. Прокопович наголошував, що існує «Три проблеми корисних копалин: матерія і форма, діюча причина і місце їх (копалин — авт.) виникнення». Зосереджуючись на розгалуженій класифікації корисних копалин та мінералів, розглядаючи окремі їх види та підвиди, він зауважував: «Види копалин є відмінними і різноманітними, їх нелегко звести до природного порядку».

## Гірнича наука і освіта
Активний розвиток природничих наук у XVII—XVIII ст., їх фрагментація, виокремлення різних напрямків знань про навколишній світ показали, що на часі створення основ гірничої науки й професійне поширення наукових знань. Відповідно до потреб промисловості це сприяло становленню вищих гірничих навчальних закладів.
Уперше чотирирічний план університетської гірничої освіти (з включенням основ металургії) розробив радник Празького монетного двору Йоганн Пайтнер. Його план був ухвалений владою і 1761 р. прийнято рішення про заснування відповідної кафедри на філософському факультеті Карлового університету в Празі, де Пайтнер обіймав посаду професора. 1762 р. його програма підготовки гірничих інженерів була представлена імператриці Марії-Терезії (Чехія та Словаччина входили до складу Австро-Угорської імперії) і, незважаючи на деякі зауваження й доопрацювання, було прийняте рішення щодо створення окремого вищого гірничого навчального закладу в словацькій Банській Штявниці (Шемниці), яка була на той час одним із найрозвиненіших гірничих центрів Європи. Таким чином, 1762 рік вважається датою заснування першої Вищої гірничої школи, яка 1770 р. отримала статус Академії. Тут викладали найавторитетніші вчені, запрошені урядом Австро-Угорщини з різних країн Європи: гірничу справу вели Х. Деліус та І. Пайтнер, металургію — Н. Жакен, мінералогію — Й. Скополі, хімію — знаменитий А. Лавуазьє. Показово, що Банська Штявниця стала місцем народження міжнародного «Товариства гірничої справи». Ідея створення цієї організації належить німецькому інженеру Ф. Требу та австрійському мінералогу І. фон Борну. В останній чверті XVIII — на початку XIX ст. в Банську Штявницю збирались провідні гірники з багатьох країн Європи, Росії, Південної Америки. Товариство було засноване як союз «друзів і покровителів гірництва задля скорішого поширення корисних знань». Серед діяльних членів товариства були А. Лавуазьє, Дж. Ватт, П. Паллас, Й. Гете.
Протягом лише двох десятиріч гірничі Академії або Вищі школи засновуються в більшості провідних країн світу: 1762 р. — Банська Штявниця, 1765 р. — Фрайберг, 1773 р. — Санкт-Петербург, 1777 р. — Мадрид, 1783 р. — Париж, 1792 р. — Мехіко. В Україні Лисичанська штейгерська школа була заснована 1806 р. Це був свідомий відгук на потреби промислового розвитку, причому гірничі академії (вищі школи чи училища) були першими технічними навчальними закладами, які започаткували вищу технічну освіту.
Повчально, що створення гірничих академій дієво підтримувалося промисловцями. Наприклад, ініціатором будівництва своїм коштом першого в Росії Вищого гірничого училища (майбутній Санкт-Петербурзький гірничий інститут) був башкирський рудопромисловець Ізмаїл Тасімов, який 1771 р. звернувся до Берг-колегії з ініціативою про заснування гірничого училища. На його утримання І. Тасімов і члени «ініціативної групи» погодились сплачувати з кожного поставленого пуду руди певний податок. Це послужило вагомим аргументом у справі підтримки цієї ініціативи імператрицею Катериною II. Наприкінці червня 1774 р. Гірниче училище було урочисто відкрито. Його першим директором було призначено президента Берг-колегії Михайла Соймонова, якого можна вважати «душею» й справжнім творцем цього навчального закладу. 1 січня 1834 р. у Російській імперії було офіційно запроваджено звання «гірничий інженер».
Характерно, що й відкриття Вищого гірничого училища в Катеринославі (майбутній Національний гірничий університет України), яке відбулося 1899 р., також було ініційовано з'їздом гірничопромисловців і фінансувалося власниками шахт, рудень і металургійних заводів (найбільші внески зробили Олексій Алчевський, Мина Копилов, Мойсей Карпас). Відкриття вищих гірничих училищ (академій) дозволило, завдяки проникненню гірничої науки у виробництво й професійному керівництву промислами, здійснити широке впровадження передового досвіду й нової техніки, розробити прогресивні способи ведення гірничих робіт, а також значно збільшити обсяги видобутку й переробки корисних копалин, підвищити продуктивність праці робітників.
У XIX ст. гірничі інститути та академії стають осередками наукового розвою. Наука вперше наздоганяє розвиток техніки. Виробничий процес стає сферою уживання науки, а наука — функцією виробничого процесу, адже раніше знаряддя й машини були втіленням емпіричних знань, а не результатом наукових досліджень. Як образно зауважив Г. Фогель, «Промисловість схиляє голову перед наукою».
Характеризуючи гірничу науку, Михайло Ломоносов у середині XVIII ст. афористично підкреслював її красу, силу й благородну мету: «Великою є справа сягати глибин земних розумом, куди рукам і оку проникнути не дозволено натурою; мандрувати роздумами в тартарі, проникати міркуванням крізь вузькі ущелини й вічною ніччю затьмарені речі та діяння виводити на сонячне світло».